# Claude-François de Payan
 (juin 2019).
Si vous disposez d'ouvrages ou d'articles de référence ou si vous connaissez des sites web de qualité traitant du thème abordé ici, merci de compléter l'article en donnant les références utiles à sa vérifiabilité et en les liant à la section « Notes et références ».
Claude-François de Payan, né le 4 mai 1766 à Saint-Paul-Trois-Châteaux et mort guillotiné le 28 juillet 1794 à Paris, était un révolutionnaire français.

## Famille
Il est le fils d'Esprit François Payan (1720-?) vibailli et subdélégué de l'intendance du Dauphiné à Saint-Paul Trois Châteaux (1766-1767) et de Marthe Isoard. Son père est aussi brièvement conseiller au parlement du Dauphiné pendant la réforme du chancelier Maupeou de 1771 à 1774.
Il est un cousin d'Henriette Bourdic-Viot.

## Carrière révolutionnaire

### Actions à Paris
Le 28 juillet 1793, Payan est envoyé à Paris afin de faire un rapport à la Convention sur la situation du Midi.
Début août, par l'intermédiaire de Marc Antoine Jullien, il fait la connaissance de Robespierre, dont il devient l'un des plus fervents admirateurs. La protection de l'incorruptible favorise alors son ascension.
Ainsi, le 22 août 1793, le voici nommé au comité de correspondance du Comité de salut public. Apprécié par les « décemvirs » pour ses grandes qualités de travail, il est placé à la tête d'une journal financé par le Comité : L'Antifédéraliste.
Enfin, le 29 septembre 1793, il est juré au Tribunal révolutionnaire, charge qu'il exerce jusqu'en ventôse an II.

### Agent national de Paris

#### Une politique rigoureuse
Payan est nommé par le gouvernement révolutionnaire agent national de la Commune de Paris à la place de Chaumette le 29 mars 1794 (9 germinal an II), après l'exécution des principaux chefs hébertistes. 
Très énergique, le nouvel agent national réorganise le conseil municipal de la Commune, y intégrant des robespierristes ainsi que vingt-quatre notables. Le nombre des séances du conseil est réduit, mais se voit fixer des ordres du jour précis.
Fidèles aux principes de Robespierre, Payan interdit la tenue de fêtes antireligieuses et soutient activement la mise en place du Culte de l'Être suprême.
Le nouvel agent national se montre aussi sévère face à la population parisienne. Lorsque le 21 avril 1794 des ouvriers et des garçons boulangers manifestent pour demander une augmentation de leur salaire, Payan les fait arrêter pour avoir formé un attroupement « illégal et dangereux ». Face à la pénurie de vivres, il tente de rassurer le peuple en ces termes : « L'abondance est là, elle vous attend. L'Être suprême, protecteur de la liberté des peuples a commandé à la nature de vous préparer à d'abondantes récoltes. »
Le 5 mai, il déclare aux sections parisiennes que des assemblées secondaires ne peuvent exister sous le gouvernement révolutionnaire. Les sans-culottes voient ainsi leur pouvoir diminuer au profit du Comité de salut public. Toujours au sujet des sections, il interdit le vote par acclamation ou à haute voix.
Payan dénonce aussi les banquets fraternels dans un discours devant le Conseil général de la Commune de Paris le 27 messidor (15 juillet 1794).

#### Thermidor
Lors de la crise qui se noue au sein du gouvernement révolutionnaire à l'été 1794, et devant les complots des représentants en mission corrompus ou criminels rappelés à Paris en mai et des anciens amis de Danton, Payan prône la fermeté à Robespierre, et ce dès messidor. 
Le 8 thermidor (26 juillet), il supplie en vain l'Incorruptible de déclencher une insurrection générale pour écraser ses ennemis. Il prépare toutefois un dispositif d'attaque avec le commandant de la Garde nationale, Hanriot. Il passe la nuit du 8 au 9 thermidor à la Convention, où il s'entretient avec des députés pour s'assurer de leur soutien.
Le lendemain, après que Robespierre a été décrété d'arrestation, il organise avec le maire de Paris Fleuriot-Lescot et Hanriot la commune insurrectionnelle, pour obtenir la libération de l'Incorruptible et de ses quatre collègues. Il réunit le conseil général de la Commune et demande à ses membres de se rendre dans leurs sections respectives, afin de faire battre la générale et sonner le tocsin pour lever des troupes. Avec Fleuriot-Lescot, Payan fait ensuite voter plusieurs motions dans le but de soulever le peuple en faveur des robespierristes. 
Dans la soirée, Payan invite Robespierre, toujours emprisonné, à le rejoindre à l'Hôtel de ville (ou Maison commune). Mais l'insurrection est un échec et les troupes de la Convention dirigées par Barras l'emportent sur les insurgés. Peu de sections ont en effet répondu à l'appel de Payan, certaines d'entre elles ayant été agacées par son arrogance et ses mesures rigides. Payan est arrêté avec ses amis dans la nuit, à deux heures du matin. 
Mis hors la loi, Payan est guillotiné le lendemain dans la soirée avec ses vingt et un compagnons. Comme Saint-Just, il ne manifeste aucune émotion dans les instants précédant sa mise à mort.